# Tosontsengel (flygplats)
Tosontsengel är en flygplats i Mongoliet.   Den ligger i provinsen Dzavchan, i den centrala delen av landet, 600 km väster om huvudstaden Ulaanbaatar. Tosontsengel ligger 1 709 meter över havet.
Terrängen runt Tosontsengel är huvudsakligen kuperad, men den allra närmaste omgivningen är platt. Tosontsengel ligger nere i en dal.  Trakten runt Tosontsengel är nära nog obefolkad, med mindre än två invånare per kvadratkilometer. Närmaste större samhälle är Tosontsengel, 1,9 km norr om Tosontsengel. Trakten runt Tosontsengel består i huvudsak av gräsmarker.